# Ach wie flüchtig, ach wie nichtig
Ach wie flüchtig, ach wie nichtig (in tedesco, "Ah quanto fugace, ah quanto effimera") BWV 26 è una cantata di Johann Sebastian Bach.

## Storia
La cantata Ach wie flüchtig, ach wie nichtig venne composta da Bach a Lipsia nel 1724 per la XXIV domenica dopo la Trinità e fu eseguita il 19 novembre dello stesso anno. Il testo e la melodia per i movimenti 1 e 6 sono di Michael Franck, gli altri testi di autore sconosciuto parafrasano versi di Franck.

## Struttura
La cantata è scritta per soprano solista, contralto solista, tenore solista, basso solista, coro, corno, flauto, violino I e II, oboe I, II e III, viola e basso continuo ed è suddivisa in sei movimenti:
1. Coro: Ach wie flüchtig, ach wie nichtig, per tutti.
2. Aria: So schnell ein rauschend Wasser schießt, per tenore, flauto, violino e continuo.
3. Recitativo: Die Freude wird zur Traurigkeit, per contralto e continuo.
4. Aria: An irdische Schätze das Herze zu hängen, per basso, oboi e continuo.
5. Recitativo: Die höchste Herrlichkeit und Pracht, per soprano e continuo.
6. Corale: Ach wie flüchtig, ach wie nichtig, per tutti.